# Winseldorf
Winseldorf (niederdeutsch: Winseldörp) ist eine Gemeinde im Kreis Steinburg in Schleswig-Holstein.

## Geografie und Verkehr
Winseldorf liegt südlich von Hohenlockstedt an der Stör am Rande des Naturparks Aukrug. Die Rantzau fließt durch die Gemeinde. Winseldorf liegt an der Bundesstraße 206. Im Süden liegt die Gemeindegrenze in der Flussmitte der Stör. Die Stör und ein schmaler Uferstreifen im Gemeindegebiet sind Teil des europäischen NATURA 2000-Schutzgebietes FFH-Gebiet Schleswig-Holsteinisches Elbästuar und angrenzende Flächen. Im Westen liegt entlang des Flusses Rantzau ein Teil des  FFH-Gebietes Rantzau-Tal.

## Geschichte
Der Ortsname geht vermutlich auf einen Personennamen zurück und könnte „Dorf des Winziko“ oder „Dorf des Winzilo“ bedeuten.
Das Dorf gehörte im Jahre 1502 teilweise dem Kloster Bordesholm. Im Jahre 1528 erhielt Feldmarschall Johann Rantzau das Dorf als Geschenk von König Friedrich I. Heinrich Rantzau, der Sohn von Johann Rantzau, baute 1570 eine Papierwassermühle und legte 1580 durch Saat eine Tannenkoppel an.

## Politik

### Gemeindevertretung
Bei der Kommunalwahl am 14. Mai 2023 wurden insgesamt neun Sitze vergeben. Diese fielen erneut alle an die Wählergemeinschaft Winseldorf´22. Die Wahlbeteiligung betrug 55,2 %.

### Wappen
Blasonierung: „In Grün ein schräglinker silberner Wellenbalken, oben und unten begleitet von je einer silbernen Blütenglocke einer Schachblume.“